# Helen Deutsch
Helen Deutsch (New York, 21 marzo 1906 – New York, 15 marzo 1992) è stata una sceneggiatrice e giornalista statunitense.

## Biografia
Helen Deutsch nacque a New York City e si laureà al Barnard College nel 1927. Iniziò la sua carriera con la compagnia teatrale dei Provincetown Players. Dopo lo scioglimento del gruppo, scrisse con Stella B. Hanau il libro The Provincetown: A Story of the Theatre (1931). Il successo del libro le permise di collaborare con giornali e riviste come il Brooklyn Eagle, il Saturday Evening Post, McCalls e il Ladies Home Journal. Lavorò quindi come critico teatrale per il New York Herald Tribune e il New York Times e nell'ufficio stampa della Theatre Guild  e dell'impresario Gilbert Miller negli anni 1935-1938.
La sua prima sceneggiatura fu La settima croce (1944). Adattò quindi per lo schermo il romanzo di Enid Bagnold, National Velvet, nel film Gran Premio (1944) portato al successo da Elizabeth Taylor. Dopo aver scritto alcune sceneggiature per la Paramount e la Columbia — Passione di zingara (1947), Gli amori di Carmen (1948) e Fiori nel fango (1949) — collaborò a lungo con la Metro-Goldwyn-Mayer, per la quale scrisse sceneggiature come Le miniere di re Salomone (1950), Kim (1950), Gli avventurieri di Plymouth (1952), Lili (1953), La fiamma e la carne (1954), La scarpetta di vetro (1955), Piangerò domani (1955), Il suo angelo custode (1956) e Voglio essere amata in un letto d'ottone (The Unsinkable Molly Brown) (1964). La sua ultima sceneggiatura fu La valle delle bambole (1967) per la 20th Century Fox.
Fu anche autrice della sceneggiatura televisiva di Jack and the Beanstalk, prodotto dalla NBC nel 1956. 
Appassionata bibliofila, donò un'importante raccolta di libri rari e di manoscritti alla Boston University.

## Filmografia
- La settima croce (The Seventh Cross), regia di Fred Zinnemann (1944)